# Atilax paludinosus
La mangosta negra, mangosta acuática o mangosta de los pantanos (Atilax paludinosus) es una especie de mamífero carnívoro de la familia Herpestidae. Es la única especie de mangosta representante del género Atilax.

## Descripción
Es de las mangostas más altamente especializadas. Son de color marrón oscuro, el cuello, cuerpo y cola están cubiertos con piel gruesa, mientras que la piel de las manos y pies es delgada y lisa. Las manos son extremadamente suaves y delicadas, con un pulgar flexible con fuerza de opresión, lo que ayuda al animal a desplazarse en superficies resbaladizas. Sus premolares son fuertes y los utiliza para la trituración de alimentos duros, y los caninos inferiores están particularmente desarrollados.

## Hábitat
Se les encuentra desde el nivel del mar hasta los 2500 metros, pero prefieren la vegetación pantanosa que bordea los ríos y lagos. Existen registros de estas mangostas que habitan las regiones montañosas, donde hay poca agua, y por lo tanto a su vez, poca de la fauna acuática de la que gustan alimentarse. Esta especie está especialmente adaptada a pantanos de papiros. Debido a que el agua está muy desoxigenada en los pantanos de papiro, sólo los peces de respiración aérea, ranas, larvas de  insectos y caracoles pueblan la región, los cuales son las presas favoritas de esta mangosta.

## Distribución
Está ampliamente distribuida en todas las partes mejor irrigadas de África.